# Gornji Lipovac (Újkapela)
Gornji Lipovac falu Horvátországban, Bród-Szávamente megyében. Közigazgatásilag Újkapelához tartozik.

## Fekvése
Bródtól légvonalban 29, közúton 40 km-re északnyugatra, Pozsegától   légvonalban 8, közúton 17 km-re délre, községközpontjától 7 km-re északra, Nyugat-Szlavóniában, a Pozsegai-hegység déli lejtőin, a Brajnovac-patak mentén fekszik.

## Története
Lipovac település már a középkorban is létezett. 1444-ben „Lypoucz” alakban szerepel Pozsega várának tartozékai között. 1536 körül szállta meg a török, de továbbra is lakott település maradt. Szent Lukács templomát már 1660-ban említik. 1698-ban a kamarai összeírásban „Lypovacz” néven Orbova keleti szomszédjaként találjuk a török uralom alól felszabadított szlavóniai települések között. A korabeli dokumentumokban egységes településként szerepel, amely azonban 11 településrészből állt. A település központja a mai Srednji Lipovac területén volt.
Gornji Lipovac neve régen Matićevac volt. 1758-ban a dombon álló Szent Jeromos kápolnáját említik. 1761-ben a kápolna titulusa már Szent András. 1760-ban 17 házban, 33 családban, 169 lakos élt itt. 1765-ben szegényes, fából épült Szent András kápolnájáról írnak. 1769-ben katolikus plébániát alapítottak a településen, melyhez Pavlovci, Ókapela, Srednji Lipovac Komornica és Škrabutnik települések tartoztak. A Szentháromság tiszteletére szentelt temploma 1837-ben épült.
Az első katonai felmérés térképén „Ober Lipovacz” néven található. A gradiskai ezredhez tartozott. Lipszky János 1808-ban Budán kiadott repertóriumában „Lipovacz (Gorni)” néven szerepel. Nagy Lajos 1829-ben kiadott művében „Lipovacz (Gorni)” néven 44 házzal, 244 katolikus vallású lakossal találjuk. A katonai közigazgatás megszüntetése után 1871-ben Pozsega vármegyéhez csatolták.
A településnek 1857-ben 227, 1910-ben 543 lakosa volt. Az 1910-es népszámlálás szerint lakosságának 98%-a horvát anyanyelvű volt. Pozsega vármegye Újgradiskai járásának része volt. Az első világháború után 1918-ban az új szerb-horvát-szlovén állam, majd később (1929-ben) Jugoszlávia része lett. A település 1991-től a független Horvátországhoz tartozik. 1991-ben lakossága horvát nemzetiségű volt. 2011-ben 88 lakosa volt.

## Lakossága
| Lakosság változása | Lakosság változása | Lakosság változása | Lakosság változása | Lakosság változása | Lakosság változása | Lakosság változása | Lakosság változása | Lakosság változása | Lakosság változása | Lakosság változása | Lakosság változása | Lakosság változása | Lakosság változása | Lakosság változása | Lakosság változása |
| ------------------ | ------------------ | ------------------ | ------------------ | ------------------ | ------------------ | ------------------ | ------------------ | ------------------ | ------------------ | ------------------ | ------------------ | ------------------ | ------------------ | ------------------ | ------------------ |
| 1857               | 1869               | 1880               | 1890               | 1900               | 1910               | 1921               | 1931               | 1948               | 1953               | 1961               | 1971               | 1981               | 1991               | 2001               | 2011               |
| 227                | 409                | 407                | 459                | 475                | 543                | 555                | 573                | 334                | 326                | 310                | 286                | 208                | 152                | 132                | 88                 |

## Nevezetességei
A Szentháromság tiszteletére szentelt római katolikus plébániatemploma 1837-ben épült.